# Small Fry (album)
Small Fry (podtytuł: A Collection of Songs About Small Fry Sung by Bing Crosby) – album kompilacyjny piosenkarza Binga Crosby’ego wydany w 1941 roku przez Decca Records. Piosenka Small Fry zawarta w tym albumie została wykonana przez Crosby’ego w filmie Sing You Sinners w 1938 roku.

## Lista utworów
Utwory znalazły się na 5-płytowym albumie, 78 obr./min, Decca Album No. 202.
płyta 1
| 1. | „Small Fry” (nagrany 1 lipca 1938)               | 3:06  |
|    |                                                  |       |
| 2. | „That Sly Old Gentleman” (nagrany 10 marca 1939) | 3:01  |
|    |                                                  |       |
|    |                                                  | 06:07 |
|    |                                                  |       |
płyta 2
| 1. | „Shoe Shine Boy” (nagrany 4 sierpnia 1936)       | 3:03  |
|    |                                                  |       |
| 2. | „Just a Kid Named Joe” (nagrany 19 grudnia 1938) | 3:06  |
|    |                                                  |       |
|    |                                                  | 06:09 |
|    |                                                  |       |
płyta 3
| 1. | „An Apple for the Teacher” (nagrany 22 czerwca 1939)                                                                    | 3:03  |
|    | |       |
| 2. | Medley of 4 songs: „School Days”, „Sunbonnet Sue”, „Jimmy Valentine” „If I Was a Millionaire” (nagrany 30 czerwca 1939) | 3:10  |
|    | |       |
|    | | 06:13 |
|    | |       |
płyta 4
| 1. | „The Girl with the Pigtails in Her Hair” (nagrany 9 lutego 1940) | 2:35  |
|    |                                                                  |       |
| 2. | „Little Lady Make Believe” (nagrany 25 kwietnia 1938)            | 3:15  |
|    |                                                                  |       |
|    |                                                                  | 05:50 |
|    |                                                                  |       |
płyta 5
| 1. | „Little Sir Echo” (nagrany 31 marca 1939) | 2:42  |
|    |                                           |       |
| 2. | „Poor Old Rover” (nagrany 10 marca 1939)  | 3:08  |
|    |                                           |       |
|    |                                           | 05:50 |
|    |                                           |       |